# Cormatin

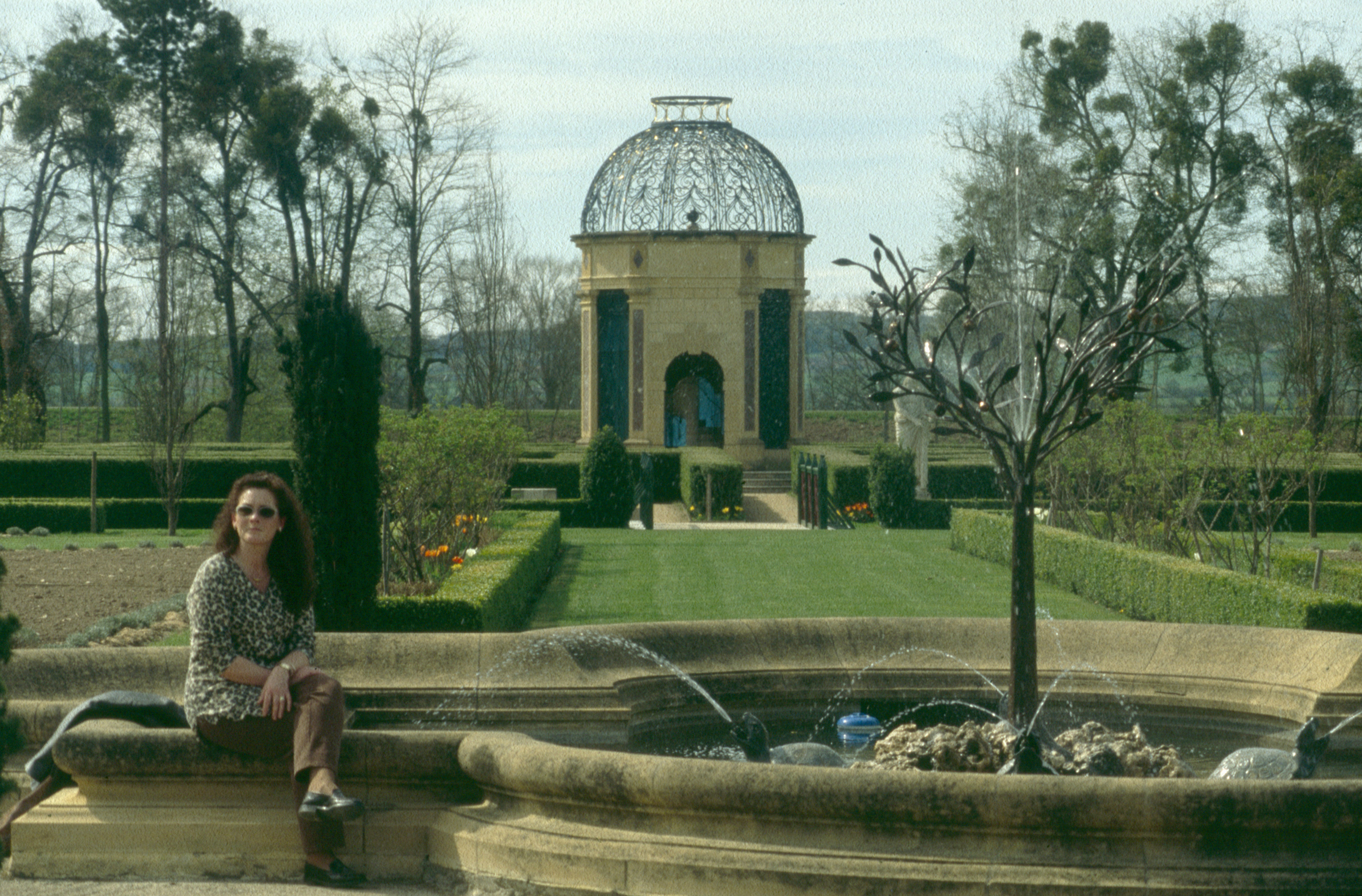
Château de Cormatin‎

Cormatin là một xã ở tỉnh Saône-et-Loire trong vùng Bourgogne-Franche-Comté nước Pháp. Xã này có một lâu đài và bảo tàng thế chiến 1. Sông Grosne chảy qua xã này.

## Thông tin nhân khẩu
Theo điều tra dân số năm 1999, xã này có dân số 452.
Con số ước tính năm 2005 là 503 người.